# Andrei Șerban
Andrei Șerban (n. 21 iunie 1943, București) este un regizor de teatru și de operă român-american, profesor de artă teatrală la mai multe universități americane, fost profesor de artă teatrală la Columbia University School of Arts timp de aproape trei decenii.

## Biografie
S-a născut în București ca fiu al fotografului Gheorghe Șerban și al profesoarei Elpis Șerban. A absolvit în 1968 IATC București, secția Regie, la clasa lui Radu Penciulescu. A debutat la „Teatrul Tineretului” din Piatra Neamț cu două piese, Omul cel bun din Sîchuan de Bertolt Brecht și Noaptea Încurcăturilor de Oliver Goldsmith, remarcându-se apoi cu montarea tragediei shakespeariene Iulius Cezar la Teatrul Bulandra din București. În 1971 a emigrat în Statele Unite ale Americii, după ce a fost invitat de Ellen Stewart, directoarea companiei La MaMa, din orașul New York.
A revenit în România după evenimentele din decembrie 1989 ca director general al Teatrului Național din București. Din 1992 până în 2019 a fost profesor la Universitatea Columbia.

## Operă scrisă
- Enescu. Oedipe - Artprint, 1995
- O biografie - Polirom, 2008
- Calatoriile mele. Teatru / My Journeys. Theatre - ICR, 2008
- Calatoriile mele. Opera / My Journeys. Opera - ICR, 2008
- Chekhov, Shakespeare, Bergman vazuti de/seen by Andrei Serban - ICR, 2012
- Mereu spre un nou început : atelier teatral ținut la Teatrul Național din Cluj - Tracus Arte, 2013
- Cartea atelierelor - Nemira, 2013
- Despre Cehov sau Cine mai vrea sa mearga la Moscova? - TNB, 2013
- Regia de opera, ganduri si imagini / Opera directing, thoughts and images - Tracus Arte, 2015
- Ce-am gandit eu. Un fel de jurnal - Dio, 2016
- Niciodata singur. Fragmente dintr-o galerie de portrete - Polirom, 2021

## Despre Andrei Șerban
- Ed Menta - Andrei Șerban - Lumea magica din Spatele cortinei - Unitext, 1999
- Marian Popescu (coord.) - Andrei Șerban sau intoarcerea acasa. Piatra Neamt 1966-2000 - Unitext, 2000
- Tania Radu - Circles in the water / Cercuri in apa - A workshop with Andrei Șerban - Ecumest, 2005
- Andreea Nanu - Eternitatea. Și inca o zi. Teatrul lui Andrei Șerban - Eikon, 2021

## Interviuri
- Regizorul Andrei Șerban - dialog dintre Andrei Șerban și Cătălin Striblea la emisiunea Oameni de colecție
- "...vreau sa fie bombardata cladirea Teatrului National si sa lucrez pe ruinele ei“. Interviu cu Andrei SERBAN, Ovidiu Șimonca, Observator cultural, numărul 272, iunie 2005
- „Nu sint un intelectual, lucrez din intuitie“. Un dialog cu Andrei Șerban, Iulia Popovici, Observator cultural,  numărul 321, mai 2006
- Andrei Șerban: „Avem actori buni, dar nu există viziune“, Dan Boicea, Adevărul, 11 ianuarie 2010
- Andrei Șerban, regizor: „Toți suntem actori“, Monica Andronescu, Adevărul, 1 noiembrie 2011
- Andrei Șerban, regizor: „Un artist trebuie totdeauna să meargă împotriva curentului“, Monica Andronescu, Adevărul, 23 decembrie 2011
- Andrei Serban: In clipa in care crezi ca stii totul, incepi sa mori Arhivat în 6 noiembrie 2012, la Wayback Machine., Alice Năstase Buciuta, Revista Tango, 26 octombrie 2012
- Andrei Șerban: „Când eram tânăr, eram mai mult ca un dictator“, Andrada Văsii, Ziarul Metropolis, 17 mai 2013
- Cărturești Online, AntiDot#12: Andrei Șerban în dialog cu Alisa Tarciniu, 28 aprilie 2022

### În limba română
- ro  Serată muzicală - Muzicologul Iosif Sava cu invitatul său Andrei Șerban
- ro  Translation of Chekhov's The Seagull into Romanian by Maria Dinescu and Andrei Șerban, at Editura LiterNet (with a "Diary of the Rehearsal" by Cristina Bazavan, includes photos from the show directed by Șerban in Sibiu)
- ro  Andrei Șerban: „Woody Allen e Molière, Ingmar Bergman e Dostoievski“, 12 ianuarie 2010, Adevărul
- ro  ANIVERSĂRI. Teatrologul George Banu și regizorul Andrei Șerban împlinesc 70 de ani. Cei doi au fost colegi la actorie, 21 iunie 2013, Simona Chițan, Adevărul
- ro  Rubrică de autor pe siteul LiterNet - Despre teatru și viață cu Andrei Șerban, începând din octombrie 2019 (include portrete ale oamenilor cu care a lucrat și articole de opinie)
- ro  [https://www.liternet.ro/autor/321/Andrei-Serban.html Pagină de autor pe siteul LiterNet - include interviuri, texte despre spectacolele montate, portrete ale oamenilor cu care a lucrat, traducerea Pescărușului etc.)

### În limba engleză
- Andrei Șerban la Internet Movie Database
- en  Pagina de la Columbia's School of the Arts Arhivat în 30 aprilie 2006, la Wayback Machine.
- en  "A Shrew for All Seasons", an interview with Gideon Lester, the A.R.T.'s Resident Dramaturg, 23 ianuarie 1998
- en  Faculty page at Columbia's School of the Arts
- en  Page at the American Repertory Theatre
- en  Page at the Opéra National de Paris[nefuncțională]
- en  The 17th Elliot Norton Awards, 1999
- en  George Abbott Award announcement
- en  Short biography at Romaniaonline Arhivat în 27 octombrie 2018, la Wayback Machine.
- en  Andrei Serban - cariera, premii si distinctii